# 名古屋セミナー
座標: 北緯35度8分43.8秒 東経136度57分36.1秒 / 北緯35.145500度 東経136.960028度

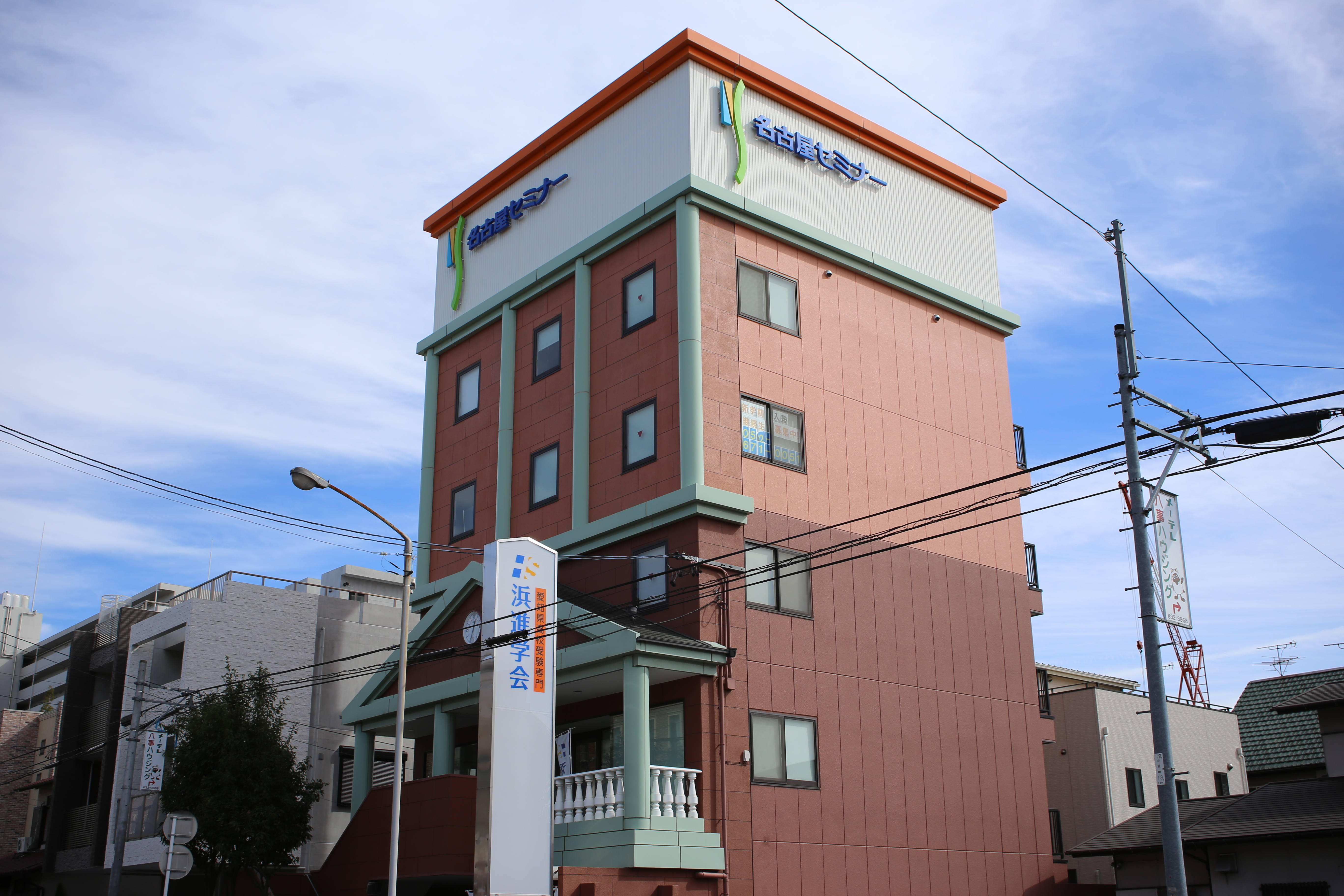
名古屋セミナー本部（2015年10月）

名古屋セミナー（なごやセミナー）は、かつて進学予備校を運営していた日本の企業。

## 概要
1989年設立。目的別に特化した多くの部門を設け、それぞれ専門講師を配属している。また、「名古屋セミナー出版」として受験問題集など出版部門も運営していた。
各校とも愛知県名古屋市内に位置しており、未就園児を対象とした幼稚園・小学校受験を対象としている。浜学園との提携前は中学校・高等学校・大学受験対象の講座も開講していた。
2011年に浜学園グループと業務提携を結んだことが資料によって明らかになり、2014年度から中学受験部門の切り離しや部門の縮小などが行われていた。その後は発表もないまま公式サイトがアクセス不能となり、法人としても消滅した。一部の残存校舎は浜進学会名義に置き換わった。

## 過去に存在した部門
- プラトンスクール - 幼稚園・小学校受験に対応。早期英才教育を標榜する。
- 椙山アドバンス - 椙山幼・小・中・高校生向け。
- 受験南女 - 南山中学校女子部への入試対策に特化した部門。
- 受験サクセス

中学受験部門。浜学園とのグループ化の一環として運営を独立させ、現在はMY SHIFTとして運営。
- 受験東海
- 受験南男

受験南女の姉妹部門。それぞれ東海中学校・高等学校・南山中学校男子部への入学試験対策に特化した部門。
- Exus

高校・大学進学専門の現役予備校。高校受験部門については、2015年より「浜進学会」（浜学園と進学会の合弁）の名称に順次切替が進められている。
- 受験名大附

名古屋大学教育学部附属中学校・高等学校の受験専門部門。
- 受験慶應ニューヨーク

慶應義塾ニューヨーク学院の受験専門部門。

## 校舎
全て名古屋市内に位置していた。現在は一部の校舎が浜進学会名義に置き換わっている。
- 八事滝川校（本部） - 昭和区滝川町6-6
- 本山校 - 千種区
- 金山駅前校 - 熱田区
- 千種駅前校 - 千種区
- 覚王山校 - 千種区
- 滝ノ水校 - 緑区

## 出版物
- 分野別問題集 東海中学 算数
- 分野別問題集 東海中学 理科
- 分野別問題集 南山中学女子部 算数
- 分野別問題集 南山中学女子部 理科
- 分野別問題集 南山中学男子部 算数
- 分野別問題集 南山中学男子部 理科